# Cyrtopogon rufotarsus
Cyrtopogon rufotarsus là một loài ruồi trong họ Asilidae. Cyrtopogon rufotarsus được Back miêu tả năm 1909. Loài này phân bố ở vùng Tân Bắc giới.